# Bellaire (Texas)
Pour les articles homonymes, voir Bellaire.
La ville de Bellaire est située dans le comté de Harris, dans l’État du Texas, aux États-Unis. Elle comptait 16 855 habitants  lors du recensement de 2010. Bellaire fait partie de l’agglomération de Houston.

## Source
- (en) Cet article est partiellement ou en totalité issu de l’article de Wikipédia en anglais intitulé « Bellaire, Texas » (voir la liste des auteurs).